# 呂希哲
呂 希哲（りょ きてつ、生没年不詳）は、北宋の政治家・儒学者。字は原明。呂公著の長男。呂好問の父。

## 経歴
若いころから当時を代表する学者と交流を持ち、程顥・程頤・張載・焦千之・孫復・石介・胡瑗らに学び、王安石とも近く、その科挙批判に同調して科挙を受けることなく、学問に研鑽した。
哲宗の時代に父の恩蔭によって官に就くが、王安石が始めた新法に対して父とともに反対したために度々左遷させられ、徽宗の時代に光禄少卿に任じられるが、崇寧年間に新法党の蔡京によって官を追われると、淮泗地方に寓居して弟子の教育に専念した。没年は不明であるが、74歳で没したと伝えられる。